# ロビン・スコット・ウィルスン
ロビン・スコット・ウィルスン（Robin Scott Wilson、1928年9月19日 - 2013年9月）はアメリカ合衆国のSF作家、編集者、元カリフォルニア州立大学チコ校学長。多くの作家を輩出したクラリオン・ワークショップ創設者の一人。

## 略歴
ウィルスンは1949年オハイオ州立大学において学士号を取得する。その後合衆国商船に1年務めるもすぐ大学に復帰し、イリノイ大学アーバナ・シャンペーン校で修士号を取得。
アメリカ海軍でミリタリー・インテリジェンスに数年間従事し、1959年イリノイ大学で博士課程を修了する。
1960年代CIAに務めた後、教育と文筆業に専念することを決意する。英語と文作の指導に携わる傍ら、1964年よりSF雑誌に短編の掲載を始め、The Journal of Higher Education の編集顧問も務めた。1967年ミルフォード作家会議に参加し、デーモン・ナイトやケイト・ウィルヘルムらの協力を得て
、1968年クラリオン大学にクラリオン・ライターズ・ワークショップを設立する。1990年代にはファンタジイ・アンド・サイエンス・フィクション誌で短編を発表している。多くのフィクション作品は『ロビン・スコット』名義で発表された。
1980年カリフォルニア州立大学チコ校の学長に任命された。1987年3月同校は全米ワースト1のパーティ・スクールの不名誉に輝き、ウィルスンは地元警察の協力の元、力により学生達を積極的に押さえつけることを提案する。4月最後の週、警官隊と市民が衝突し警察の暴動が引き起こされた。
毎年5月の第1日曜、パイオニア・デイズに行われる監査は延期された。恒例のイベントも見直され、学部理事会の決議により、予備役将校訓練課程の廃止も行った。
1993年学長職を辞し、カリフォルニア州立大学モンテレーベイ校の理事に就任する。

## 主な著書
- Clarion† - SF短編集。Clarion 2, Clarion 3 と続く。
- Death by Degrees: A Mystery
- Paragons: Twelve Master Science Fiction Writers Ply Their Craft†
- Those Who Can: A Science Fiction Reader†
- Wondermakers: an anthology of classic science fiction‡

†は編集、‡は共編

## 参考
- Official Cal State, Chico bio page